# The queen is dead
The queen is dead is het derde studioalbum van de Britse alternatieve rockgroep The Smiths. Het album werd op 16 juni 1986 uitgebracht door Rough Trade Records en bereikte de tweede plaats van de UK Albums Chart. The queen is dead werd in 2013 door NME bekroond tot beste album aller tijden. Rolling Stone plaatste het album op de 218e plaats in hun lijst van de vijfhonderd beste albums aller tijden.

## Achtergrond
Het album wordt afgetrapt met een sample van het Britse patriottische lied Take me back to dear old Blighty, gezongen door actrice Cicely Courtneidge in de film The L-Shaped Room uit 1962. In de teksten van zanger Morrissey haalt hij uit naar het Britse koningshuis (The queen is dead), zijn platenbaas (Frankly, mr. Shankly), beschuldigers van plagiaat (Cemetry gates) en de muziekindustrie (The boy with the thorn in his side). Terugkerende thema's zijn eenzaamheid en sociale tekortkomingen (The queen is dead, I know it's over, Never had no one ever, Bigmouth strikes again). Het morbide liefdeslied There is a light that never goes out is thans een van de bekendste nummers van de groep.

## Nummers
Alle muziek en teksten zijn geschreven door Morrissey en Johnny Marr. 
| 1.                 | The queen is dead                    | 6:24 |
| 2.                 | Frankly, mr. Shankly                 | 2:17 |
| 3.                 | I know it's over                     | 5:48 |
| 4.                 | Never had no one ever                | 3:36 |
| 5.                 | Cemetry gates                        | 2:39 |
| 6.                 | Bigmouth strikes again               | 3:12 |
| 7.                 | The boy with the thorn in his side   | 3:15 |
| 8.                 | Vicar in a tutu                      | 2:21 |
| 9.                 | There is a light that never goes out | 4:02 |
| 10.                | Some girls are bigger than others    | 3:14 |
| Totale duur: 37:07 |                                      |      |

## Bezetting
- Morrissey – zang
- Johnny Marr – gitaar, harmonium, synthesizer en fluitarrangementen
- Andy Rourke – basgitaar
- Mike Joyce – drumstel

### Productie
- Morrissey en Johnny Marr – producenten
- Stephen Street – geluidstechnicus
- John Porter – geluidstechnicus op Frankly, mr. Shankly